# Anantnag

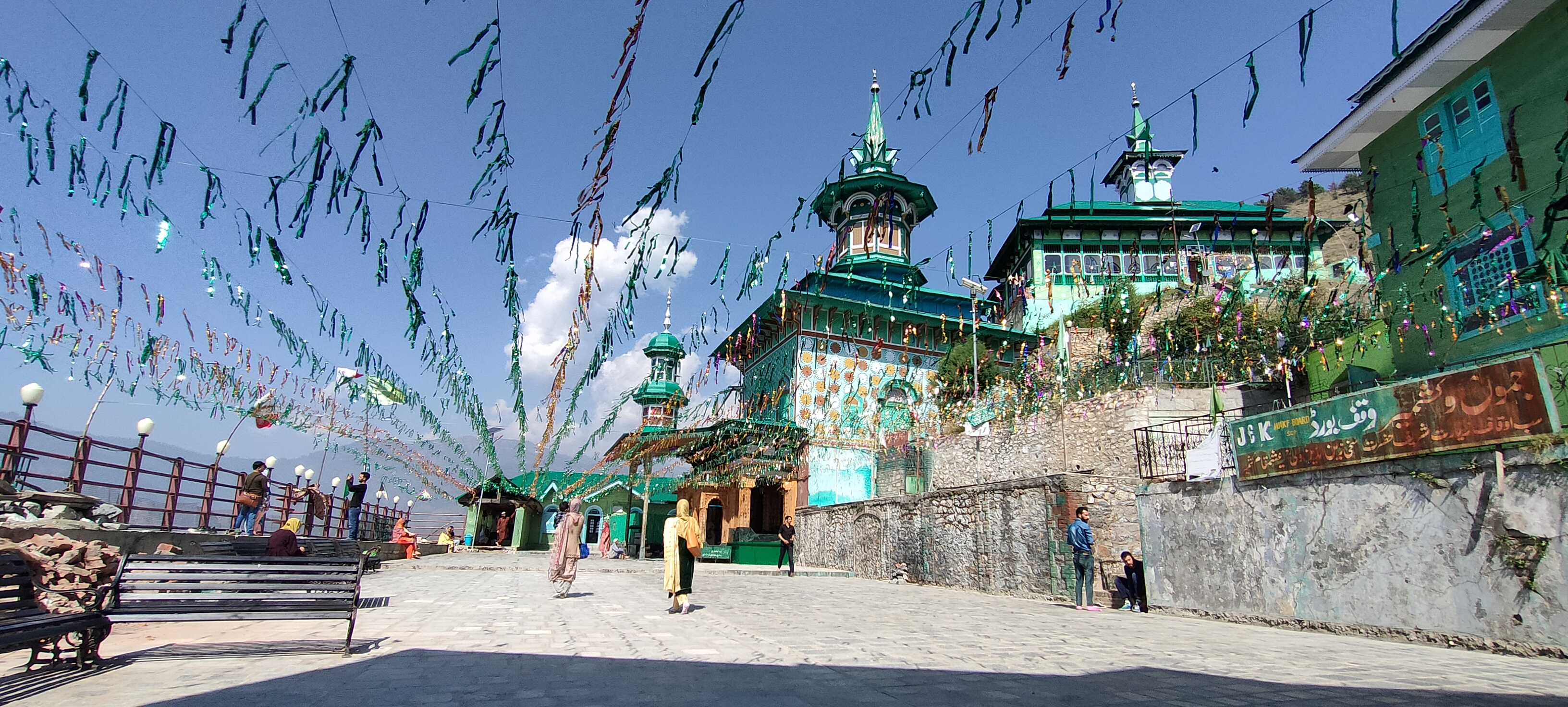
Anantnag – Aishmuqam Shrine

Anantnag (manchmal auch Islamabad genannt; Kashmiri: اننتناگ, Anaṁtnāg, „Platz der Quellen und Seen“) ist eine Stadt (Municipal Council) im indischen Unionsterritorium Jammu und Kashmir und Verwaltungssitz des gleichnamigen Distrikts.

## Lage und Klima
Die Stadt liegt im Südosten des Kaschmirtals in einer Höhe von ca. 1600 m. Die Stadt erstreckt sich zwischen dem Oberlauf des Jhelam im Süden und dessen Nebenfluss Lidder im Norden. Die ehemalige Hill Station und heutige Millionenstadt Srinagar ist etwa 60 km in nordwestlicher Richtung entfernt. Das Klima ist im Winter kühl, im Sommer dagegen angenehm warm; Regen (ca. 450 mm/Jahr) fällt – mit Ausnahme der Trockenmonate September und Oktober – übers Jahr verteilt.

## Bevölkerungsentwicklung
| Jahr      | 1911  | 1951   | 2001   | 2011    |
| Einwohner | 9.019 | 16.536 | 91.359 | 150.592 |

Die Stadt erlebte – bedingt durch Zuwanderung und durch Eingemeindungen – in den letzten Jahrzehnten des 20. und zu Beginn des 21. Jahrhunderts einen enormen Bevölkerungszuwachs. Etwa 98 % der Einwohner sind Muslime, ca. 1,2 % sind Hindus, 0,1 % sind Christen und etwa 0,5 % sind Sikhs. Hauptsprachen sind Kashmiri, Urdu, Hindi und Englisch.

## Wirtschaft
Anantnag ist – gemessen an der Fläche und der Zahl der Einwohner – die drittgrößte Stadt von Jammu und Kashmir. Sie wird als das wirtschaftliche Zentrum des Kaschmirtals angesehen. In Anantnag befindet sich der Süd-Campus der Universität von Kaschmir.

## Geschichte
Eine erste Siedlung ist etwa um 3000 v. Chr. nachgewiesen. Im Mittelalter wurde der Ort Maraj genannt. Um das Jahr 1320 wurde er von den Muslimen erobert, die die Stadt in der Mogulzeit (ca. 1526–1858) Islamabad nannten. Erst danach bekam sie offiziell den in der Bevölkerung schon früher verbreiteten Namen Anantnag.

## Sehenswürdigkeiten
- In Anantnag selbst befinden sich mehrere Moscheen und Grabmäler.[2]

Umgebung
- Etwa 10 km östlich liegen die Ruinen des immer noch imposanten Sonnentempels von Martand.[3]